# Пщинське князівство
Пщинське князівство (пол. Księstwo Pszczyńskie; чеськ. Pštinské knížectví), або Плесське герцогство (нім. Herzogtum Pleß) — одне з Сілезьких удільних князівств зі столицею в місті Пщина (нім. Pleß — Плесс). Існувало протягом XII—XX століть на південному заході сучасної Польщі. Входило спочатку до Польського королівства, пізніше до земель Богемської корони, Священної Римської імперії. 1517 року остаточно виділилось в самостійне князівство зі складу Цешинського князівства.

## Історія
Після поділу Польського королівства на удільні князівства відповідно до Заповіту Болеслава III 1138 року, землі майбутнього Пщинського князівства належали князю Малопольському, поки в 1177 році Казимир II не надав їх Сілезькому князю Мешку I, який приєднав їх як окреме Пщинське князівство до свого Ратиборського князівства. Після смерті останнього Ратиборсько-Опольського князя з династії Сілезьких П'ястів Лешека Ратиборського у 1336 році, Пщинське князівство переходить під суверенітет Богемської корони.
Король Богемії Ян I, відповідно до Тренчинської угоди змусив короля Польщі Казимира III визнати ці територіальні втрати. 1336 року король Ян надав Ратиборське та Пщинського князівства у володіння князя Микулаша II з династії Пржемисловичів.
1407 рік онук Микулаша ІІ Ян II Залізний надав територію Пщинського князівства в управління своїй дружині Олені Литовській, дочці українського князя Корибута, племінниці польського короля та Великого князя Литовського, Руського й Жемантійського Ягайла. 1412 року вона придбання й приєднала до князівства кілька сіл на південь від Зорі. Княгиня Олена Литовська після смерті чоловіка 1424 року правила Пщинським князівством до 1452 року, а потім були передані її невістці, Барбарі Рокенберг, дружині сина Олени, князя Микулаша V.
З 1462 року Пщинським князівством править Віктор, син короля Богемії Їржі Подебрадського. З 1480 року князівством править його зять Казимир II Цешинський, останній із Сілезьких П'ястів.
У 1517 році, в результаті продажу Казимиром II, землі князівства виділяються зі складу Цешинського князівства та стають володіннями угорської родини Турзо. З 1548 по 1765 рік Пщинське князівство було володінням протестантського роду Промніц (Promnitz). Після проголошення Аугсбурзького миру в князівстві набирає поширення лютеранство.
В результаті Війни за австрійську спадщину 1741—1761 роках, Пщинське князівство увійшло до складу Пруссії, проте місцеві князі зберегли свою владу. З 1742 Пщинське князівство (як Плесське герцогство) знаходилось в складі Бранденбург-Пруссії.
З 1765 року Плесське герцогство успадковують князі Ангальт-Кетен-Плесські (Anhalt-Cöthen-Pless), що були нащадками колишніх князів по жіночій лінії. Вони володіли князівством до 1847, коли помер останній представник цього року.
Князівство перейшло до Ганса Генріха X, графа Гохберг (Hochberg), голови Палати Лордів Пруссії та родича прусського короля. До 1921 року князівством володіли князі Гохберг: Ганс Генріх X, XI та XV, які були однією з найбагатших родин в імперії. У цей час проводилася політика германізації поляків, які в 1867 році становили 86 % населення.
Ганс Генріх XV, який почав правити в князівстві з 1907 року, був одружений з Марією Терезою Корнваліс-Вест, відомішою як Дейзі, принцесою Плесо. Він був ад'ютантом кайзера під час Першої світової війни; кілька важливих військових конференцій були проведені в самому Плесі; а коли Центральні держави вирішили створити Королівство Польщі, під німецько-австрійським протекторатом, Ганс Генріх XV був серед претендентів на вакантний трон, через своє польське походження.
Після Сілезьких повстань, на Верхньосілезькому плебісциті 20 березня 1921 року більше 75 % населення підтримали входження цих територій до Польської республіки, і Пщинське князівство перестало існувати.